# Andrea Tafi (artiste)
Pour les articles homonymes, voir Andrea Tafi.
Andrea Tafi (?? -??) est un artiste italien du Trecento, dont la période d'activité s'étend de 1300 à 1325 environ. 
Il est surtout connu pour son travail sur les mosaïques du baptistère de Florence, initiées en 1225 par  Jacobus et par son élève Buonamico di Cristofano, ce qui explique que plusieurs auteurs l'invoquent dans leurs écrits :

« Accoutumés à ne voir que des œuvres de style byzantin, les contemporains de Cimabue n'avaient pas éprouvé un mince étonnement devant le progrès du dessin et de la forme dans sa peinture. Ils n'admirèrent pas moins les mosaïques d'André Tafi qui fut tenu pour excellent et même divin. N'ayant jamais vu rien d'autre, ils n'imaginaient pas qu'il fût possible de faire mieux. En réalité, ce n'était pas l'artiste le plus habile du monde... »

— Giorgio Vasari, Le Vite traduction de André Chastel, Vol II, p. 71.

« En sa première jeunesse, Buonamico Cristofani, Florentin, surnommé Buffalmacco pour son humeur joyeuse, fit son apprentissage dans l’atelier d’Andréa Tafi, peintre et mosaïste. Or le Tafi était un maître habile. Étant allé à Venise alors qu’Apollonius revêtait de mosaïques les murs de San Marco, il avait surpris par ruse des secrets que les Grecs gardaient soigneusement. De retour dans sa ville, il se rendit si fameux dans l’art de composer des tableaux par l’assemblage d’une infinité de petits carrés de verre diversement colorés, qu’il ne pouvait suffire aux demandes qu’on lui faisait... »

— Anatole France, Joyeux Buffalmacco  dans Le Puits de sainte Claire.

## Œuvre

Mosaïques à l'intérieur du baptistère Saint-Jean de Florence
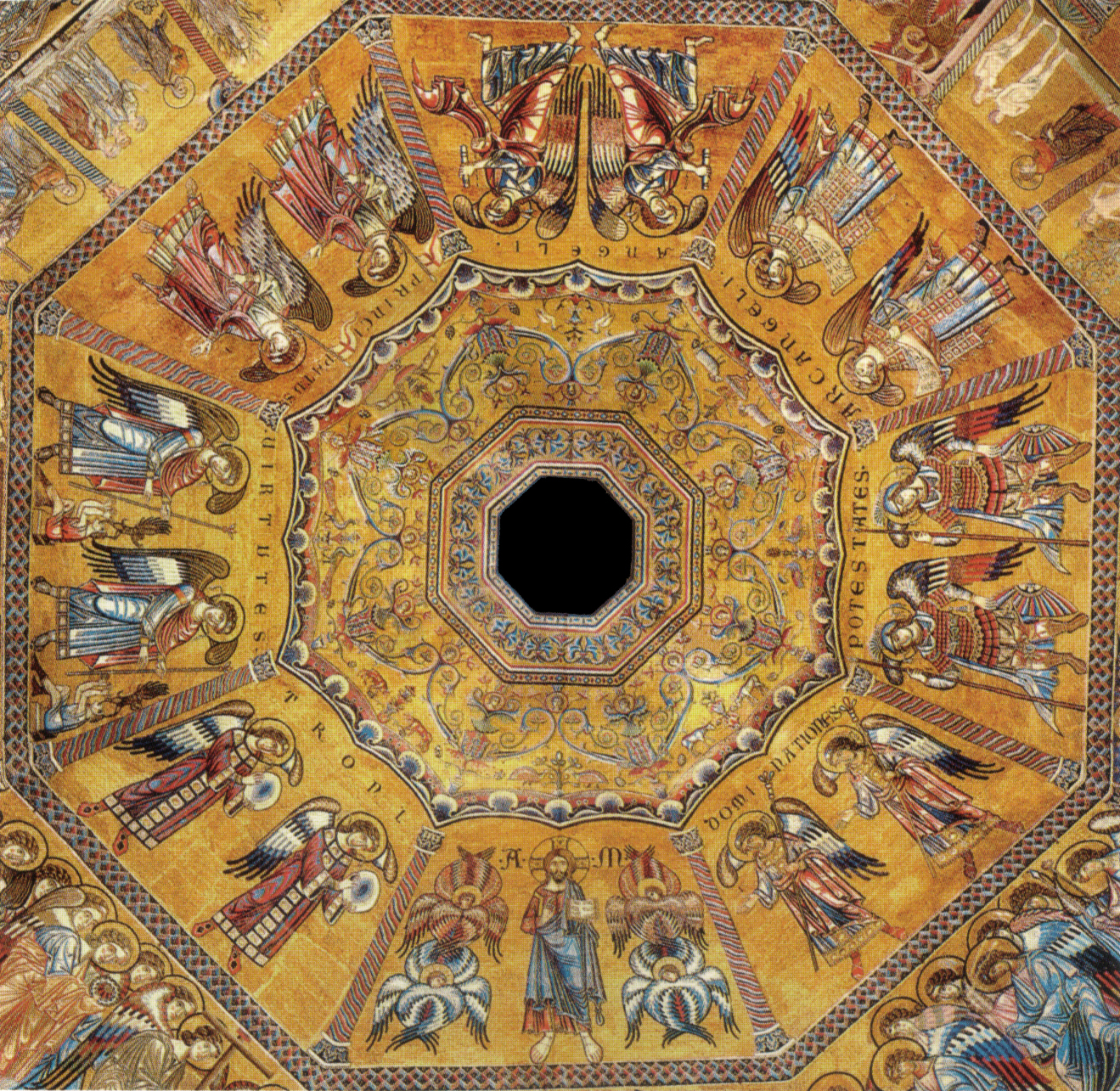
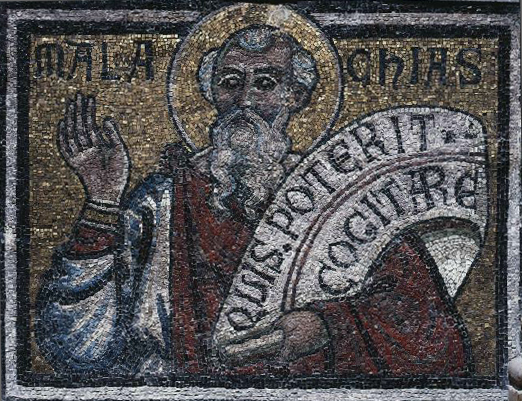
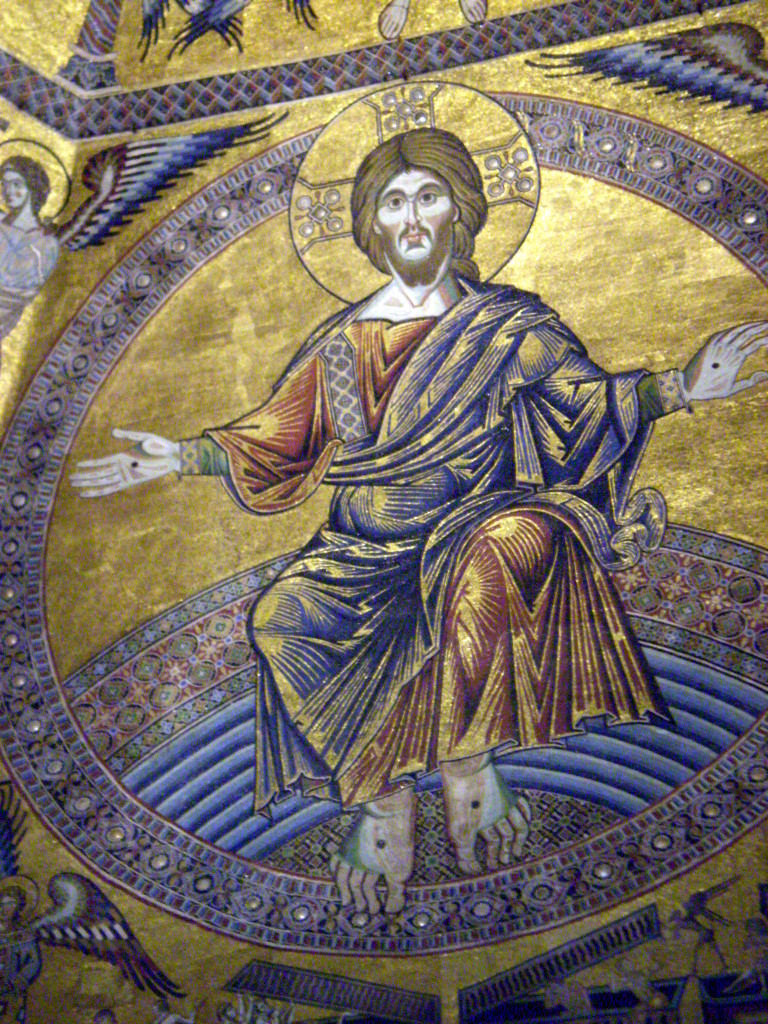

## Postérité
Le peintre Frederic Leighton (1830 - 1896) le représente dans son tableau Cimabue's celebrated 'Madonna' is carried in procession through the streets of Florence, aux côtés de Cimabue, Giotto, Arnolfo di Lapo, Gaddo Gaddi, Nicola Pisano... (Royal Collection de Londres).